# IC 5206
IC 5206 је спирална галаксија у сазвјежђу Тукан која се налази на листи објеката дубоког неба у Индекс каталогу.
Деклинација објекта је - 66° 51' 28" а ректасцензија 22h 24m 4,5s. Привидна величина (магнитуда) објекта IC 5206 износи 14,5 а фотографска магнитуда 15,3. IC 5206 је још познат и под ознакама ESO 108-28, PGC 68762.